# Чжан Жуйфан
Чжан Жуйфан (кит. 張瑞芳; 15 июня 1918, Баодин, провинция Хэбэй, Северный Китай — 28 июня 2012, Шанхай) — китайская киноактриса. Одна из четырёх известных киноактрис Китая той эпохи.

## Биография
Чжан Жуйфан родилась 15 июня 1918 года в китайском городе Баодин. Отец — инструктор в Баодинской академии сухопутной армии. В 1924 году он начал работать в революционном правительстве Сунь Ятсена. Мать — выпускница Пекинского женского училища имени Бэкона.
Чжан Жуйфан мечтала стать художником, поэтому в 18 лет она поступила на факультет европейской живописи Пекинское государственное художественное училище. В то время в Китае возникла напряжённая обстановка, которая была связана с японской агрессией. Это очень мешало учиться китайским студентам. Чжан Жуйфан бросает учёбу и становится активной участницей антияпонских выступлений.
7 июля 1937 года японские войска атаковали китайский гарнизон у моста Лугоуцяо и вскоре захватили Пекин. 8 августа того же года Чжан Жуйфан покидает Пекин.
В 1938 года она знакомится с генералом Чжан Цзычжуном, который разрешает ей выступить в армейском театре 33-й армии в спектакле «Отбрось твой хлыст». Осенью 1938 года она переезжает в Чунцин, где принимает самое активное участие в работе труппы Нухоу «Грозный клич». В этой труппе она сыграет много замечательных ролей.
В 1946 году в Китае выходит фильм «На реке Сунхуацзян», в котором она играет главную роль. Фильм рассказывал о борьбе китайского народа против японских захватчиков. Песня, прозвучавшая в этом фильме, моментально становится популярной по всей стране. Чжан Жуйфан оказывается в центре зрителского внимания.
В 1960-е гг. популярность актрисе принёс образ Ли Шуаншуан в одноимённом фильме, за который она получила кинонаграду «Сто цветов». Снималась на Пекинской киностудии и Шанхайской киностудии.
Среди других заметных работ следует выделить роли в фильмах «Мать», «Семья», «Походы на Юг, война на Севере» («Гражданская война»), «Не Эр». Свою последнюю роль она сыграла в фильме «Источник течёт» (1982).
Чжан Жуйфан умерла на 95-м году жизни в шанхайской больнице Хуадун.

## Награды
- Премия «Сто цветов» за лучшую женскую роль (1963)[6].